# قصر الحيران
قصر الحيران بلدية بدائرة قصر الحيران ولاية الأغواط الجزائرية. ثالث أكبر مدن الأغواط من حيث نسبة السكان، وهي مقر بلدية ودائرة في نفس الوقت، تقع جنوب شرق ولاية الأغواط، يربطها بعاصمة الولاية طريق ولائي معبد رقم 31 على مسافة 38 كلم، تتربع على مساحة قدرها 1240 كلم2، ويبلغ عدد سكانها حوالي 38256 نسمة حسب إحصائيات سنة 2018. دائرة قصر الحيران يحدها من الشمال الأغواط وسيدي مخلوف، ومن الجنوب حاسي الدلاعة وحاسي الرمل، ومن الشرق بلدية سد رحال بولاية الجلفة ومن الغرب بلدية الخنق وحاسي الرمل.

## أصل التسمية
حسب المصادر والروايات المتداولة والمتوفرة التي نقلها لنا الآباء عن الأجداد، أن قصر الحيران استمدت اسمها من بناء شاسع، واسع الأرجاء كان صاحبه الأمير الهلالي ذياب بن غانم المالك للمواشي والإبل، كانت إبله ترعى بمنطقة تاونزة وصغار الإبل (الحيران) يحجزها في القصر لحمايتها. لم يجد الرحمانيون أحسن تذكار من تسمية المنطقة بقصر الحيران.

## جغرافيا
| سد رحال      | العسافية     |                 |
| حاسي الدلاعة | إسم ؟        | بن ناصر بن شهرة |
|              | حاسي الدلاعة |                 |

### مناخ
يسود البلدية مناخ قاري صحراوي بارد شتاءً مع تساقط الجليد أثناء شهر ديسمبر وجانفي وحار صيفا حيث تصل درجة الحرارة إلى مايفوق ال 40 درجة مئوية، تتساقط الأمطار على تراب البلدية بصفة غير منتظمة مع حدوث جفاف حاد في بعض السنوات.

## أصل السكان
حسب الروايات المتداولة من أهل البلدة أن قصر الحيران منذ زمن ذياب بن غانم سكن أولاد شناف (الشنافات) القصر. قدمت قبيلة رحمان من القرارة بولاية غرداية. ورحمان هي فرع من قبيلة بني رياح الهلالية من الجزيرة العربية، ويحكى أن قبيلة رحمان استقرت بالقصر فبنت المنازل وأنشئت الحدائق وكان هذا منذ 03 قرون فأكثر، أما الكاتب الفرنسي «جون مبليا» فيرى أن القبيلة سكنت القصر سنة 1801.
يتكون عرش رحمان من عدة فروع منها الشويخات، التوانسية، أولاد براهيم ومن عائلات مكثت في القصر. كما توافد على قصر الحيران عدة عروش وعائلات كالحرازلية والحجاج وأولاد نايل والبواعج، أولاد سي أحمد، أولاد سيدي بوزيد وأولاد عيسى، وبني ميزاب.

## معالم

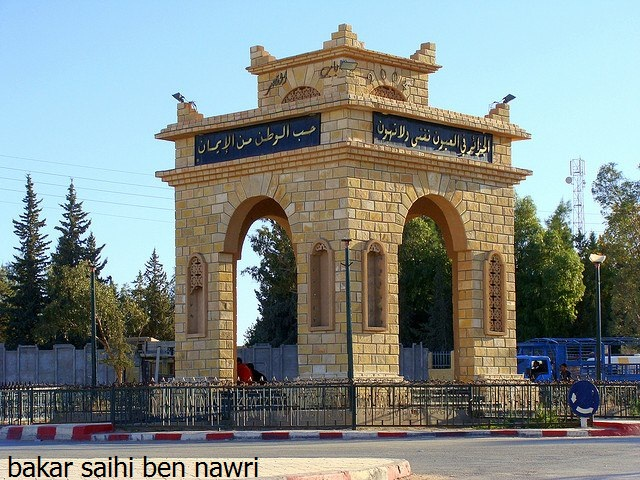
باب القصر والموجود في وسط المدينة

تحيط بها عدة مداشر وهي:
- قرية قابق.
- النبوقة.
- الرماضنية.
- أولاد خليفة.
- ملكة ومنطقة الرقوبة.
- البثعة.